# Komeet Encke
De komeet 2P/Encke, ook bekend als de komeet Encke, is de komeet met de kortste omlooptijd van alle kometen. In 3,3 jaar wordt een omwenteling rond de zon afgelegd. Op 17 november 2003 stond deze komeet op een afstand van 39 miljoen kilometer van de aarde. Dat is sinds[1786 de op vijf na kleinste afstand.
De komeet is diverse keren waargenomen zonder dat men wist dat het om dezelfde komeet ging. Op 17 januari 1786 werd hij waargenomen door Pierre Méchain, op 17 november 1795 door Caroline Herschel en door Jean-Louis Pons op 20 oktober 1805. Het was de Duitse astronoom Johann Encke die in 1819 aantoonde dat het om dezelfde komeet ging.
Er zijn sinds de ontdekking in 1786 al meer dan vijftig verschijningen waargenomen.